# بي دل دل (نرغسان)
بي دل دل (بالفارسية: پی دل دل) هي منطقة سكنية تقع في إيران في قسم نرغسان الریفي.